# Ulrich Beck
Ulrick Beck (Słupsk, 15. ožujka 1944. – Berlin, 1. siječnja 2015.) bio je njemački sociolog poznat po svojoj teoriji društva rizika te među prvima koji je globalizaciju počeo promatrati iz perspektive sociologije.

## Životopis
Ulrick Beck rođen je u poljskom gradu Słupsku neposredno prije završetka Drugoga svjetskoga rata, 1944., ali je odrastao u Hamburgu. studirao je u Freiburgu i Münchenu gdje je i doktorirao 1972. te je također na istom sveučilištu predavao do 1979. Od tada je zaposlen na Sveučilištu u Münsteru, gdje je bio do 1981. kada se zapošljava na sveučilištu u Bambergu gdje ostaje do 1991. kada se vraća u Münchenu gdje se zapošljava na tamošnjem Institutu za sociologiju u sklopu sveučilišta. Također je od 1997. bio gostujući predavač na Londonskoj školi za ekonomiju, a od 1995. do 1998. i profesor na sveučilištu u Cardiffu. Tijekom svog života uređivao je razne časopise među kojima se ističe časopis Soziale Welt, od 1995. do 1997. bio je član Komisije za budućnost koju je osnovala njemačka vlada, a dobio je i počasni doktorat sveučilišta Jyväskylä u Finskoj.:Zadnja korica knjige

## Znanstveni rad
Beck je u sociologiju uveo pojam Društvo rizika u kojem tvrdi da je industrijsko društvo stvorilo opasnosti i rizike, nepoznate u prethodnom vremenu.:686. Ono nije ograničeno samo na ekološke i zdravstvene rizike, nego uključuje niz međupovezanih promjena u suvremenom društvu te nije prostorno ili vremensko ograničeno. Današnji rizici obuhvaćaju društvene klase i cijele zemlje, a imaju i osobne i globalne posljedice:68. Beckovi kritičari su smatrali kako ova teorija nije dovoljno dobro definirala pojam rizik jer, kako kažu, Beck teoriju objašnjava samo kroz ekološku opasnost, a ne kroz društvenu i političku.
Većina analitičara pak smatra da je Beckovo društvo rizika posljedite njegove teze o refleksivnoj modernosti prema kojoj industrijski razvoj vodi do velikih posljedica. U širem smislu Beck tvrdi kako današnji svijet ne živi u dobu postmodernosti nego današnje razdoblje naziva "drugim modernitetom" prema kojem su sve moderne institucije postaju globalne, oslobođene tradicija i običaja, a dosadašnje, industrijsko, društvo postaje "društvo rizika". Jedna od posljedica koju Beck vidi u modernizaciji je da pojedinci postaju samostalni i izolirani od društvenih spona te sami oblikuju vlastiti identitet i životni put.  Beck tako proširuje pojam individualizam na način na ga pretvara u pojam individualizacija.

## Popis nekih djela
- Risikogesellschaft (1986.)
- Što je globalizacija (1997.)
- Moć protiv moći u doba globalizacije (2002.)
- Kozmopolitska Europa (2004. s E. Grandeom)